# Compagnie de danse
Une compagnie ou troupe de danse est un groupe de personnes associées dans une volonté de promouvoir une ou des œuvres de danse ainsi que de donner un cadre à la création.
Les compagnies de danse peuvent être itinérantes et jouer dans plusieurs salles ou être en résidence dans ces dernières.
La très grande majorité des compagnies de danse sont des associations à but non lucratif et dépendent des subventions provenant de l'État ou des collectivités territoriales (région, département, ville ou communauté de communes). Si la compagnie fait un profit, elle doit le réinvestir dans la compagnie. Une compagnie de danse crée ou redanse des ballets ou spectacles.
Une compagnie de ballet est une sous-catégorie des compagnies de danse, généralement rattachée à un grand théâtre et principalement orientée vers le grand répertoire romantique (Le Lac des cygnes par exemple).